# La Novella Alta
La Novella Alta és un monument del municipi de Vila-sana (Pla d'Urgell) inclòs en l'Inventari del Patrimoni Arquitectònic de Catalunya.

## Descripció
Aquest conjunt arquitectònic està situat damunt d'un turó.
El cos central de la Novella, construït en pedra, amb planta baixa i dos pisos és la part més antiga de l'edifici. Aquest cos respon als pressupostos arquitectònics de masia que J. Gisbert situa com el prototipus costaner; la façana principal obeeix a les tipologies habituals de masia rural catalana dels segles XV i XVI, amb el portal adovellat, amb el balcó al damunt, el pedrís i les simetries de les obertures. Cal destacar el treball de ferro forjat del balcó i de les reixes de les finestres de la planta baixa, així com el de la porta principal, de caràcter modernista.
Els annexes posteriors (torre inclosa) són fets a partir del 1940 segons els plànols de l'arquitecte Bofill, segueixen una estructura equilibrada amb l'estil del cos antic i es basen en el tipus de masia constituïda per arcades a les parts laterals. La Novella Alta posseeix molts annexes i dependències agrícoles, però tot és posterior a l'edifici central.

## Història
La Caseria de la Novella està ubicada a ponent del terme, a la vora del riu Corb. Es divideix en Alta i Baixa Novella, cadascuna formada per petites agrupacions de cases. Antigament la Novella era un tot, on hi havia un gran casal, que fou dels Priors dels Hospitalers de Barcelona. Cap al 1690 possiblement estava deshabitada. Antigament ja existien altres construccions al mateix turó, en el qual està situat actualment aquest conjunt promogut per Manuel Balet, però desaparegueren totes excepte el cos central amb les desamortitzacions del 1837.
La Novella Alta va ser una gran masia que als volts del 1940, a l'ampliar-se la propietat per conrear, va passar a ser finca d'explotació agrària i ramadera. Emili Bofill Benessat, arquitecte del segon quart del segle xx, amb títol de professional de l'Escola de Barcelona del 1931, va realitzar els plànols dels cossos laterals i dels annexes de la Novella Alta. Aquest conjunt arquitectònic fou concebut com a centre d'una explotació agrícola i ramadera d'en Serra Balet, antic propietari. Actualment i per canvi de propietari ha estat restaurada totalment.